# Jozef Krnáč
Jozef Krnáč   (Bratislava, 30 de desembre de 1977) és un judoka eslovac, ja retirat, guanyador d'una medalla olímpica.
El 2004 va prendre part en els Jocs Olímpics d'Estiu d'Atenes, on guanyà la medalla de plata en la competició del pes semi lleuger del programa de judo.
En el seu palmarès també destaquen dues medalles en el Campionat d'Europa de judo, de bronze el 2001 i de plata el 2001, així com dues medalles de bronze en les Universíades.
Una vegada retirat passà a exercir d'entrenador, entre d'altres de la Federació Austríaca de judo.